# Sean Penn
Sean Penn (Santa Monica, 1960) és un actor, guionista i director de cinema estatunidenc, guanyador de dos Oscar. És conegut per la seva personalitat marcada i les seves postures polítiques, en particular a propòsit de la invasió de l'Iraq de 2003.
És igualment conegut com a actor, escollint guions sovint compromesos que el porten a papers tan diversos com el d'un discapacitat mental a I am Sam, de superpolicia a The Interpreter, de malalt a 21 grams, o de guitarrista còmic en Acords i desacords. Ha dirigit les pel·lícules The Indian Runner, The Crossing Guard, El jurament i Enmig de la Natura.

## Biografia
Penn va néixer a Santa Monica, a Los Angeles (Califòrnia). És el fill de l'actor i director Leo Penn, i de Eileen Ryan, que també és actriu. És germà del músic Michael Penn i de l'actor Chris Penn, que va morir el 2006. Els seus avis paterns eren immigrants jueus de Rússia i de Lituània, mentre que la seva mare és catòlica de descendència italiana i irlandesa. Segons ella, Leo Penn té avantpassats espanyols, ja que en realitat el vertader nom de família no és "Penn", sinó "Pinon". Ha estat educat en la laïcitat i és agnòstic.
Sean Penn va tenir una breu relació amb Susan Sarandon el 1984. Va estar casat amb Madonna de 1985 a 1989. Des de 1996, viu amb Robin Wright Penn, amb qui té dos nens: Dylan Frances (1991) i Hopper Jack (1993). Va anunciar el seu divorci el 28 de desembre de 2007 però, finalment, va anul·lar-ne el procés el 8 d'abril de 2008. Viu en el Comtat de Marin, al nord de San Francisco.
Sean Penn ha estat designat president del jurat del 61è Festival de Canes. Sota la presidència de Sean Penn, el jurat del 61è Festival de Canes compta amb quatre dones i quatre homes. Els altres membres del jurat són: Natalie Portman, Apichatpong Weerasethakul, Marjane Satrapi, Rachid Bouchareb, Jeanne Balibar, Sergio Castellitto, Alexandra Maria Lara i Alfonso Cuarón.
El gener de 2008 va renunciar a la seva feina com a periodista en el diari San Francisco Chronicle del que era col·laborador. El motiu de la renuncia va ser que no li va agradar que el diari qualifiqués el president veneçolà Hugo Chávez com a dictador.

## Filmografia

### Com a actor
- 1981: Hellinger's Law, de Leo Penn (TV)

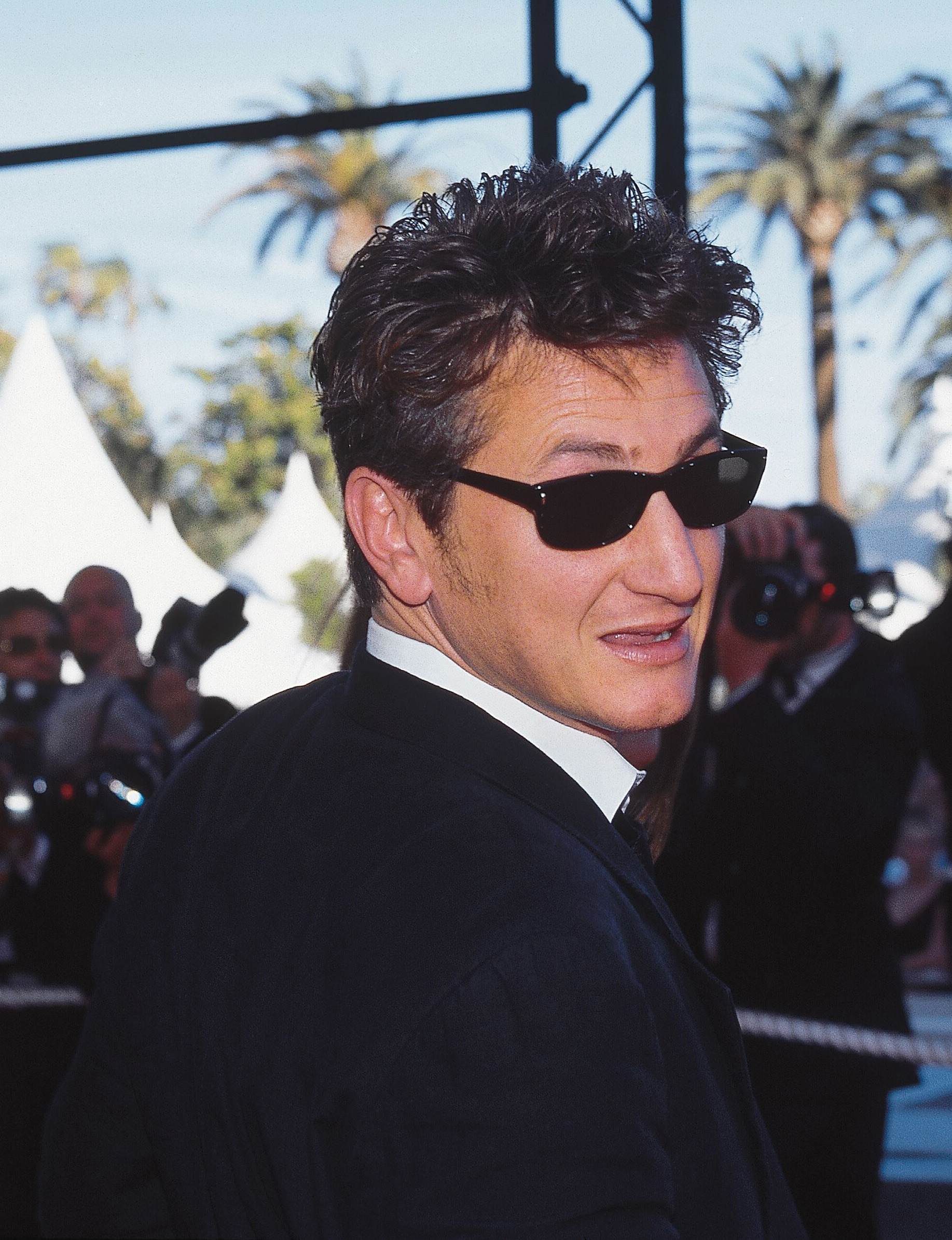
Sean Penn a Canes l'any 2000.

- 1981: The Killing of Randy Webster, de Sam Wanamaker (TV)
- 1981: Més enllà de l'honor (Taps), de Harold Becker
- 1982: Fast Times at Ridgemont High, d'Amy Heckerling
- 1983: Summerspell, de Lina Shanklin
- 1983: Bad Boys, de Rick Rosenthal
- 1984: Crackers, de Louis Malle
- 1984: Racing with the Moon, de Richard Benjamin
- 1985: El joc del falcó (The Falcon and the Snowman), de John Schlesinger
- 1986: Homes enfrontats (At Close Range), de James Foley
- 1986: Shanghai Surprise, de Jim Goddard
- 1988: Cool Blue, de Mark Mullin i Richard Shepard (vídeo)
- 1988: Colors de guerra (Colors), de Dennis Hopper
- 1988: Judgment in Berlin, de Leo Penn
- 1989: Cors de ferro (Casualties of War), de Brian De Palma
- 1989: No som àngels (We're No Angels), de Neil Jordan
- 1990: El clan dels irlandesos (State of Grace), de Phil Joanou
- 1992: Cruise Control, de Matt Palmieri (curtmetratge)
- 1993: Atrapat pel passat (Carlito's Way), de Brian De Palma
- 1995: Pena de mort (Dead Man Walking), de Tim Robbins
- 1997: Loved, d'Erin Dignam
- 1997: Atrapada entre dos homes (She's So Lovely), de Nick Cassavetes
- 1997: U Turn, d'Oliver Stone
- 1997: The Game, de David Fincher
- 1997: Hugo Pool, de Robert Downey Sr.
- 1998: Hurlyburly, d'Anthony Drazan
- 1998: The Thin Red Line, de Terrence Malick
- 1999: Acords i desacords (Sweet and Lowdown), de Woody Allen
- 2000: Up at the Villa, de Philip Haas
- 2000: Before Night Falls, de Julian Schnabel
- 2000: El pes de l'aigua (The Weight of Water), de Kathryn Bigelow
- 2001: I Am Sam, de Jessie Nelson
- 2003: It's All About Love, de Thomas Vinterberg
- 2003: Mystic River, de Clint Eastwood
- 2003: 21 Grams, d'Alejandro González Iñárritu
- 2004: L'assassinat de Richard Nixon, de Niels Mueller
- 2005: The Interpreter, de Sydney Pollack
- 2006: All the King's Men, de Steven Zaillian
- 2008: Em dic Harvey Milk, de Gus Van Sant
- 2010: Caça a l'espia (Fair Game'), de Doug Liman
- 2011: L'arbre de la vida (The Tree of Life), de Terrence Malick
- 2011: This Must Be the Place, de Paolo Sorrentino
- 2013: Gangster Squad
- 2013: La vida secreta de Walter Mitty (The Secret Life of Walter Mitty)

### Director
- 1991: Estrany vincle de sang (The Indian Runner)
- 1995: Creuant l'obscuritat (The Crossing Guard)
- 2001: El jurament
- 2002: Curtmetratge representant els Estats Units a 11'09"01 - September 11 (pel·lícula col·lectiva)
- 2007: Enmig de la Natura

### Guionista
- 1991: The Indian Runner
- 1995: Creuant l'obscuritat (The Crossing Guard)
- 2002: Curtmetratge representant els Estats Units a 11'09"01 - September 11 (pel·lícula col·lectiva)
- 2007: Enmig de la Natura

### Productor
- 1995: Creuant l'obscuritat (The Crossing Guard)
- 1997: Loved, de Erin Dignam
- 1997: Atrapada entre dos homes (She's So Lovely), de Nick Cassavetes
- 2001: El jurament
- 2007: Enmig de la Natura

## Premis i nominacions

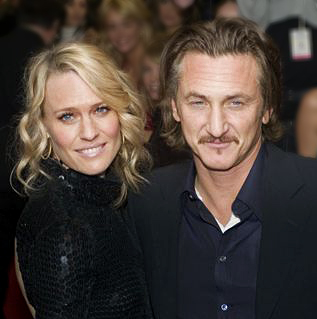
Sean Penn amb la seva muller Robin Wright Penn.

### Oscar
| Any  | Categoria    | Pel·lícula         | Resultat  |
| ---- | ------------ | ------------------ | --------- |
| 1996 | Millor actor | Pena de mort       | Nominat   |
| 2000 | Millor actor | Acords i desacords | Nominat   |
| 2002 | Millor actor | I am Sam           | Nominat   |
| 2004 | Millor actor | Mystic River       | Guanyador |
| 2009 | Millor actor | Em dic Harvey Milk | Guanyador |

### BAFTA
| Any  | Categoria    | Pel·lícula         | Resultat |
| ---- | ------------ | ------------------ | -------- |
| 2003 | Millor actor | Mystic River       | Nominat  |
| 2003 | Millor actor | 21 grams           | Nominat  |
| 2008 | Millor actor | Em dic Harvey Milk | Nominat  |

### Screen Actors Guild
| Any  | Categoria    | Pel·lícula         | Resultat  |
| ---- | ------------ | ------------------ | --------- |
| 1995 | Millor actor | Pena de mort       | Nominat   |
| 2001 | Millor actor | I am Sam           | Nominat   |
| 2003 | Millor actor | Mystic River       | Nominat   |
| 2008 | Millor actor | Em dic Harvey Milk | Guanyador |

### Premi Globus d'Or
| Any  | Categoria                    | Pel·lícula         | Resultat  |
| ---- | ---------------------------- | ------------------ | --------- |
| 1994 | Millor actor secundari       | Carlito's Way      | Nominat   |
| 1996 | Millor actor dramàtic        | Pena de mort       | Nominat   |
| 2000 | Millor actor musical o còmic | Acords i desacords | Nominat   |
| 2004 | Millor actor dramàtic        | Mystic River       | Guanyador |
| 2009 | Millor actor dramàtic        | Em dic Harvey Milk | Nominat   |

### Festival Internacional de Cinema de Sant Sebastià
| Any  | Categoria      | Resultat  |
| ---- | -------------- | --------- |
| 2003 | Premi Donostia | Guanyador |

### Festival Internacional de Cinema de Canes
| Any  | Categoria    | Pel·lícula      | Resultat  |
| ---- | ------------ | --------------- | --------- |
| 1997 | Millor actor | She's So Lovely | Guanyador |

### Festival Internacional de Cinema de Venècia
| Any  | Categoria    | Pel·lícula | Resultat  |
| ---- | ------------ | ---------- | --------- |
| 1998 | Millor actor | Hurlyburly | Guanyador |
| 2003 | Millor actor | 21 grams   | Guanyador |